# دان ایر
دان-ایر (دان ایر با خدمات محدود) یک شرکت هواپیمایی مستقر در انگلستان و یک شرکت تابعه شرکت کشتیرانی لندن دیویس و نیومن بود. این کار در سال ۱۹۵۳ با ورود یک فروند هواپیما آغاز به کار کرد.
به دنبال تلاش‌های ناموفق برای ادغام دان ایر با یک شرکت هواپیمایی، این شرکت هواپیمایی در سال ۱۹۹۲ با مبلغ اسمی ۱ پوند به بریتیش ایرویز فروخته شد.